# Urupema
Urupema is een gemeente in de Braziliaanse deelstaat Santa Catarina. De gemeente telt 2.578 inwoners (schatting 2009).

## Aangrenzende gemeenten
De gemeente grenst aan Painel, Rio Rufino, São Joaquim en Urubici.